# Hippopotamyrus szaboi
Hippopotamyrus szaboi es una especie de pez elefante eléctrico perteneciente al género Hippopotamyrus en la familia Mormyridae presente en la cuenca hidrográfica africana del río Zambezi. Es nativa de Namibia y Zambia; y puede alcanzar un tamaño aproximado de 14,6 cm.

## Estado de conservación
Respecto al estado de conservación, se puede indicar que de acuerdo a la IUCN, esta especie puede catalogarse en la categoría «Preocupación menor (LC)».